# 너에게 나를 보낸다
《너에게 나를 보낸다》는 1994년에 개봉한 대한민국의 영화이다.

## 캐스팅

### 주연
- 문성근 - 나
- 정선경 - 바지입은 여자
- 여균동 - 은행원

### 조연
- 김부선 - 마담
- 최재영 - 백형두
- 공호석 - 현진발
- 최선중 - 이정박
- 명계남 - 사장
- 안석환 - 색안경
- 박지일 - 오만과 자비
- 한관택 - 마담 남편
- 이은서 - 자취집 주인
- 박정순 - 자취집 남편
- 전숙 - 이모
- 김석옥 - 은행원 어머니
- 김선화 - 환전 부인
- 박미현 - 한양
- 이숙 - 민양
- 박용팔 - 노점상 책장사
- 이정학 - 의상실 남자
- 이창세 - 라디오 DJ
- 독고영재 (특별출연)

## 스텝
- 감독 : 장선우
- 조감독 : 구성주, 장문일, 심광진, 김수현, 박정우
- 스크립터 : 이혜영
- 원작 : 장정일
- 각본 : 장선우, 구성주
- 촬영 : 유영길
- 촬영부 : 김성복, 석형진, 김영래, 조도영, 남궁정진
- 조명 : 김동호
- 조명부 : 고영광, 김지훈, 김성관, 박재희
- 스틸 : 윤진호
- 기획, 제작 : 유인택
- 제작지휘 : 차승재
- 제작진행 : 전용현
- 제작부장 : 이정학
- 동시녹음 : 김원용
- 녹음 : 영화진흥공사
- 효과 : 양대호
- 음악 : 강산에
- 미술 : 조융삼, 김철웅
- 특수효과 : 박광남, 이정일
- 특수분장 : 허석도, 박경준
- 분장 : 김경진, 이소영
- 네가편집 : 경민호, 최윤정
- 의상 : 김유선, 이경희
- 편집 : 김현
- 현상 : 영화진흥공사
- 색보정 : 김승호
- 마케팅 : 조민환
- 헤어 : 김은희
- 조음 : 이영길
- 편곡 : 박청귀
- 음악엔지니어 : 마이까와
- 녹음부 : 김동의, 강봉성, 선훈, 변희철
- 한국예술 : 한국예술, 미옥이네
- 스테디캠 : 곽명훈
- 광고사진 : 손기철
- 소품부 : 최병국, 최윤하
- 운송 : 신순식, 정진우
- 옵티칼 : 윤종두
- 자막촬영 : 주광동
- 애니메이션 : 서울무비
- 연출 : 오성은
- 애니메이션 아트워크 : 이종혁
- 원화 : 김용주
- 동화 : 안재훈
- 기획실 : 이수정, 김윤영, 류은주
- 자막디자인 : 안상수
- 광고디자인 : 정인규
- 경리실 : 염호림, 박미화